# 中体西用
中体西用（ちゅうたいせいよう）は、中国清代末期・19世紀後半に展開された洋務運動のスローガン。「体」と「用」は中国古来からの哲学概念であり、「体」は「本体」、「用」は「作用」を意味する。

## 概要
洋務派官僚の一部は、中国の儒教を中心とする伝統的な学問や制度を主体に、富国強兵の手段として西洋の技術文明を利用すべきだと主張した。1840年に発生した阿片戦争、続く1857年からのアロー戦争で清が西欧諸国に敗北したのを機に、清朝の漢人官僚を中心に国内の技術革新を進めるべきとする意見が強まった。ただし、皇帝が絶対的な権限を持つ支配体制や儒教の色彩が強い従来の価値観は正統性・優位性の主張を堅持し、技術導入のみで清の皇帝専制体制維持や軍事力強化が可能だとした。これにより清では多くの施設が建造されたが、憲法制定による立憲君主制の採用で制度自体を西洋化した日本に対して1894年からの日清戦争で大敗したことで、中体西用論に基づく洋務運動の限界が露呈した。以後は清朝の改革派官僚が自らの手で政治体制改革に踏み込もうとした変法自強運動や清朝自体の打倒を目指す孫文らの革命運動へと急進化していった。

## 歴史
「中体西用」にあたる思想を最初に唱導したのは馮桂芬である。太平天国戦争時の1861年（咸豊11年）11月、上海租界に避難していた馮桂芬は『校邠廬抗議』を著し、「以中國之倫常名教為原本,輔以諸國富強之術」と述べた。馮桂芬は西洋の兵器を導入した新しい軍隊の創設を李鴻章に進言し、これを容れた李鴻章は長江で太平軍をやぶる（淮軍の建軍）。李鴻章は『校邠廬抗議』を称賛した。李鴻章ら洋務派官僚は太平軍との戦闘において西洋の工業技術、もっと端的に言えば兵器の優秀さを認識し、西洋文明の部分的な導入を図ることになった。
「中体西用」という言葉は、1898年（洋務運動末期、戊戌の変法の年）に刊行された沈寿康『匡時策』の「中学為体，西学為用（中學為體，西學為用）」や、張之洞『勧学篇』の「旧学為体，新学為用」に由来する。1921年（中華民国期）には、梁啓超が『清代学術概論』で張之洞を「中体西用」の主導者に位置付けた。厳復は「中体西用」の「体・用」の用法を伝統的な「体・用」の誤用であると批判した。
1980年代（改革開放期）の中華人民共和国では、李沢厚が「中体西用」に倣い「西体中用」を説いた。